# День драфту
«День драфту» (англ. Draft Day) — американська спортивна драма 2014 року режисера Айвана Райтмана з Кевіном Костнером і Дженніфер Гарнер у головних ролях.

## Сюжет
Менше 13 годин лишається до грандіозної події в світі Національної футбольної ліги. Зовсім скоро 32 команди розпочнуть драфт — вибір молодих гравців у встановленому порядку до найсильнішої ліги з американського футболу. Відбір триватиме сім раундів. Право обирати першими належить команді "Сіетл Сігокс". Тому власник команди Волт Гордон обговорює з менеджером Томом Майклзом можливість використати на всі 100% своє становище. Всі експерти та аналітики вважають зіркою цьогорічного драфту Бо Каллагена, який вразив своєю грою та здобутками. Враховуючи це, Волт та Том розраховують обміняти своє право першого вибору та можливості підписати Бо на майбутні перспективи. В якості партнера по бізнес-угоді вони розглядають менеджера команди "Клівленд Браунс" — Сонні Вівера.
Сам Вівер напередодні важливого для всіх команд дня дізнається шокуючу новину від своєї дівчини Елі, яка теж працює в штаті "Браунс". Вона чекає на дитину. При цьому про їх стосунки нікому не відомо, що ставить пару в складне становище. Однак поговорити про все це у Сонні та Елі не виходить, оскільки саме в цей момент Віверу телефонує Том з цікавою пропозицією. Менеджер "Сігокс" пропонує підписати Бо маючи право першого вибору, а в обмін бажає отримати аналогічні права Клівленда на наступні три роки. Пізніше з Вівером зв'язуються два інших перспективних гравці — Вонта Мек та Рей Дженнінгс, які не проти продовжити кар'єру в "Браунс". Після розмови з ними на Сонні чекає зустріч з власником команди Ентоні Моліною. Той натякає Віверу, що хоче бачити в команді Каллагена або іншого зіркового гравця, який покращить продаж квитків на матчі. Якщо ж у менеджера нічого не вийде, то Моліна може вжити радикальні заходи та звільнити очільника клубу.
Не маючи іншого вибору, Сонні телефонує Майклзу та погоджується на його умови. Втім, Том дещо змінює пропозицію і тепер вона виглядає загрозливо з точки зору на майбутнє "Браунс". Однак Сонні приймає і таку пропозицію.
На базі "Клівленд Браунс" Вівер повідомляє всім про те, що тепер вони мають можливість підписати Бо. Але як тільки він озвучує ту ціну, яку запросили "Сігокс", то відразу отримує критику від головного тренера Вінса Пенна. Той навіть погрожує піти, так як не бачить перспектив розвитку за таких умов.
Зовсім інший настрій у Ентоні Моліни, коли до нього доходять чутки про Каллагена. Він вітає Сонні і готується особисто відвідати місце, де відбуватимуться головні події драфту.
Наступним після Пенна своє незадоволення діями Сонні виказує квотербек Браян Дрю. Більше того, сам Вівер починає шкодувати про свій вчинок...

## У ролях
| Актор             | Роль                                                      |
| ----------------- | --------------------------------------------------------- |
| Кевін Костнер     | Сонні Вівер, генеральний менеджер «Клівленд Браунс»       |
| Дженніфер Гарнер  | Елі Паркер, фінансовий директор «Клівленд Браунс»         |
| Деніс Лірі        | Вінс Пенн, головний тренер «Клівленд Браунс»              |
| Френк Ланджелла   | Ентоні Моліна, власник «Клівленд Браунс»                  |
| Сем Елліотт       | тренер команди університету Вісконсіна Мур                |
| Еллен Берстін     | Барб Вівер, мати Сонні                                    |
| Чедвік Боузман    | Вонта Мек                                                 |
| Том Веллінг       | Браян Дрю                                                 |
| Террі Крюс        | Ерл Дженнінгс                                             |
| Аріан Фостер      | Рей Дженнінгс                                             |
| Кевін Данн        | Марвін, представник «Клівленд Браунс» на драфті           |
| В. Ерл Браун      | Ральф Моврі, начальник охорони «Клівленд Браунс»          |
| Девід Ремзі       | Томпсон, скаут «Клівленд Браунс»                          |
| Вейд Вільямс      | О'Рейлі, скаут «Клівленд Браунс»                          |
| Тімоті Сімонс     | Маркс, скаут «Клівленд Браунс»                            |
| Гріффін Ньюман    | стажер Рік                                                |
| Джош Пенс         | Бо Каллаген                                               |
| Розанна Аркетт    | Енджі, колишня дружина Сонні                              |
| Чі Макбрайд       | Волт Гордон, власник «Сіетл Сігокс»                       |
| Патрік Ст. Еспріт | Том Майклз, генеральний менеджер «Сіетл Сігокс»           |
| Воллес Ленгем     | Піт Беглер, генеральний менеджер «Канзас-Сіті Чифс»       |
| Патрик Брін       | Білл Зотті, генеральний менеджер «Г'юстон Тексанс»        |
| Пет Гілі          | Джефф Карсон, генеральний менеджер «Джексонвілл Джагуарс» |

## Критика
Фільм отримав змішані або середні відгуки. На Rotten Tomatoes фільм отримав оцінку 60% на основі 164 відгуків від критиків і 65% від більш ніж 25 000 глядачів.